# Пумпянский, Лев Иванович
Лев Иванович Пумпянский (при рождении Лев Хаимович Пумпянский; 23 августа 1889 года, Новоузенск, Самарская губерния —  10 марта 1943 года, Ленинград) — советский искусствовед, критик, поэт, методист.

## Биография
Родился 23 августа 1889 года в Новоузенске Самарской губернии в семье провизора Хаима Лейбовича (Ефима Львовича) Пумпянского. Отец позднее открыл аптеку и магазин аптекарских товаров на Знаменской улице, дом № 39, в Санкт-Петербурге (затем на 2-й Рождественской улице, дом № 21), куда переехала семья; позже устроился на работу агентом по снабжению Рязано-Уральской железной дороги.
В 1908 году окончил петербургскую гимназию Гуревича. По окончании гимназии в 1911 году три месяца путешествовал по Европе, побывав в Берлине, Дрездене, Мюнхене, Вене.
В 1912 году поступил, а в 1915 году окончил юридический факультет Петербургского университета. Проявив интерес к живописи, он занимался в частной мастерской Я. Ф. Циоиглинского и М. Д. Бернштейна. В 1912—1913 годах изучал работы европейских мастеров живописи в Германии и Австрии. После революции, в 1918—1920 годах брал уроки живописи в Академии художеств у Петрова-Водкина.
Печататься начал с 1916 года. В журнале «Аполлон» он публиковал статьи по искусствоведению. Среди его крупных работ был материал о финских художниках, первая часть книги «Афинская школа». С 1919 года сотрудничал с журналом «Пламя», печатал там статьи о советских художниках, творчестве Леонардо да Винчи, современных памятниках и др.
Печатался также в журналах «Записки передвижного Гайдебуровского театра», «Вестник академических театров», «Жизнь искусства». В 1918—1919 годах работал в Петрограде в Пролеткульте, потом перешёл в Наркомпрос, участвовал в реформе Академии художеств. В последующие годы состоял в редколлегии журнала «Пламя», работал в Правлении Союза Работников искусств и др.
В 1932—1935 годах заведовал Ленинградским институтом повышения квалификации работников искусств, с 1938 года работал методистом в Управлении по делам искусств Ленсовета, во Всероссийской Академии Художеств исполнял обязанности декана факультета истории искусств.
16 марта 1942 году был отправлен в командировку в Самарканд, но выбраться туда он не смог. Во время блокады Лев Пумпянский и его жена работали в Ленинграде. Их дочерей-близнецов эвакуировали со школой в Омскую область. В Ленинграде Пумпянский читал лекции в Академии художеств, писал статьи. В 1942 году он написал и опубликовал брошюру о Репине, опубликованную в ОГИЗе в серии: «Гениальные люди великой русской нации».
Лев Иванович Пумпянский скончался 10 марта 1943 года в блокадном Ленинграде.

## Труды
- Лев Пумпянский. Эрмитаж. Стихотворения и поэмы. Письма к родным.  "Средне-Уральское книжное издательство. Новое время". Екатеринбург, 2009.